# Virna Lisi (banda)
Virna Lisi foi uma banda brasileira de rock, formada em Belo Horizonte, estado de Minas Gerais.

## História
A Virna Lisi foi criada em 1989, inicialmente como uma banda pós-punk. Aos poucos, a banda adicionou elementos da música brasileira em seu repertório, como samba e congada. O nome tem origem em uma famosa atriz italiana homônima.
O grupo começou a ganhar fama após a exibição do democlipe da música "Esperar o Quê?" pela MTV Brasil. O álbum de mesmo nome foi lançado em 1993, levando a banda a participar de vários festivais de rock em todo o Brasil, como o Pop Rock Brasil, o Juntatribo, BHRIF, dentre outros tantos. Dois anos depois, foi lançado o segundo álbum, "O Que Diriam os Vizinhos?", já com Luis Lopes na bateria e fizeram o o Monsters of Rock no Brasil e Argentina, além de iniciar uma parceria entre a Tinitus (selo independente) e Polygram. 
Em 1996, o Virna Lisi foi contratado pela gravadora MCA, dos Estados Unidos, pela qual lançou o terceiro e último disco, intitulado "Se Desce a Lona Vira Circo, Se Cerca Vira Hospício", produzido por Tom Capone e Dado Villa-Lobos. A MCA foi incorporada a  Polygram (Universal) e com a mudança de perfil entre as gravadoras, o contrato com a banda foi encerrado.  Em outubro de 1997 os integrantes resolveram acabar com a banda e cada um seguiu seu caminho.
César Maurício e Ronaldo Gino montaram o "Radar Tantã". Marcelo de Paula seguiu em carreira solo com "The Paula".
Em novembro de 2010, a banda se reuniu para fazer uma única apresentação em Belo Horizonte no Festival Eletronika. Para essa apresentação, foi convidado o guitarrista Henrique Matheus (Transmissor) para tocar ao lado de Ronaldo Gino.
Em fevereiro de 2023, comemorando os 30 anos do lançamento do seu primeiro disco "Esperar o Que?" três integrantes da formação original (César Maurício, Marcelo de Paula e Ronaldo Gino) se encontram novamente,  convidam dois amigos "musicais" Zuin (Guitarra) e Flávio Garcia (Bateria) para participarem dos 10 anos do "Bloco Camisa Preta" em Belo Horizonte.

## Integrantes
- César Maurício - voz  e percussão
- Ronaldo Gino - guitarra
- Marcelo de Paula  - baixo

### Ex-integrantes
- Marcos Neves - bateria
- Marden Veloso - guitarra
- Luis Lopos - bateria

## Discografia
- 1992 - Esperar o Quê? - Tinitus
- 1995 - O Que Diriam os Vizinhos? - Tinitus/Polygram
- 1996 - Se Desce a Lona Vira Circo, Se Cerca Vira Hospício - MCA

## Prêmios e indicações
- MTV Video Music Brasil

| Ano  | Categoria          | Indicação                        | Resultado |
| ---- | ------------------ | -------------------------------- | --------- |
| 1995 | Videoclipe de Rock | Eu Quero Essa Mulher Assim Mesmo | Indicado  |
| 1997 | Videoclipe de Rock | Vou Te Mostrar                   | Indicado  |